# Until I Bleed Out
"Until I Bleed Out" é uma canção do cantor canadense The Weeknd, de seu quarto álbum de estúdio, After Hours, lançada em 20 de março de 2020, juntamente com o resto do álbum. Um videoclipe da canção foi lançado em 7 de abril de 2020. The Weeknd co-escreveu a canção com seus produtores Metro Boomin, Oneohtrix Point Never, Prince 85 e Notinbed.

## Desempenho comercial
Após o lançamento de seu álbum, After Hours, "Until I Bleed Out" estreou na posição de número 80 da parada norte-americana Billboard Hot 100, em 4 de abril de 2020, sendo a faixa do álbum com a posição mais baixa na parada.

## Créditos
Créditos adaptados do serviço Tidal.
- The Weeknd – vocais, composição, produção
- Metro Boomin – composição, produção
- Oneohtrix Point Never – composição, produção
- Prince 85 – composição, produção
- Notinbed – composição, produção
- Dave Kutch – masterização
- Kevin Peterson – masterização